# Hibridizacija orbitala
Hibridizacija je koncept miješanja atomskih orbitala pri čemu se formiraju nove hibridne orbitale (koje imaju drugi oblik, energiju, ...). Hibridnim orbitalama može se objasniti i opisati geometrijski oblik molekule.

## Povijest
Kemičar Linus Pauling prvi je razvio teoriju hibridizacije 1931. godine kako bi objasnio strukturu jednostavnih molekula poput metana (CH4) uz pomoć atomskih orbitala. Pauling je pokazao da ugljikov atom stvara četiri kemijske veze uz pomoć jedne s i tri p orbitale, pa "može biti pretpostavljeno" da ugljikov atom stvara tri veze pod pravim kutovima (zahvaljujući p orbitalama) i četvrtu, slabiju vezu s orbitale u izabranom smjeru. Metan u stvari ima četiri jednake veze raspoređene pod kutom od 109.5°. Pauling je to pokušao objasniti na sljedeći način: u prisutnosti četiri vodikova atoma, s i p orbitale stvaraju četiri jednake kombinacije, hibridne orbitale, gdje se svaka označava sa sp3 kako bi se naznačio njen sastav, a svaka je usmjerena prema C-H vezi. Ovaj koncept je razvijen samo za jednostavne spojeve, ali isti je pristup kasnije primijenjen i šire. Polazeći od elektronske konfiguracije, nekada je teško objasniti usmjerenost veza u prostoru. Za opisivanje strukture takvih molekula koristi se koncept hibridizacije. Hibridizacija nije neophodna za opisivanje svih molekula, nego uglavnom nalazi primjenu za opisivanje geometrijskog oblika molekula koji sadrže ugljik, dušik, kisik i fosfor.

## Vrste hibridizacije

### sp3hibridizacija
Primjer sp3 hibridizacije je molekula metana CH4, koji ima tetraedarski oblik.
Atom ugljika u osnovnom stanju ima konfiguraciju:
{\displaystyle C\quad {\frac {\uparrow \downarrow }{1s}}\;{\frac {\uparrow \downarrow }{2s}}\;{\frac {\uparrow \,}{2p_{x}}}\;{\frac {\uparrow \,}{2p_{y}}}\;{\frac {\,\,}{2p_{z}}}}
Od četiri valentna elektrona ugljika, dva se nalaze pod pravim kutom (u dvije p orbitale) a druga dva se nalaze u 2s orbitali te nemaju nikakvo usmjerenje u prostoru, dok su u molekuli metana veze usmjerene tetraedarski u prostoru.
Ugljikov atom pri sjedinjavanju najprije prelazi u stanje promocije (tj. jedan 2s elektron prelazi u praznu 2pz orbitalu):
{\displaystyle C^{*}\quad {\frac {\uparrow \downarrow }{1s}}\;{\frac {\uparrow \,}{2s}}\;{\frac {\uparrow \,}{2p_{x}}}{\frac {\uparrow \,}{2p_{y}}}{\frac {\uparrow \,}{2p_{z}}}}
Nakon toga dolazi do hibridizacije, tj. do ukrštanja ili miješanja jedne 2s i tri 2p orbitale (2px 2py 2pz). Pri tome nastaju četiri jednake orbitale usmjerene ka tjemenima tetraedra u prostoru. Ove orbitale nazivaju se sp3 orbitale.
{\displaystyle C^{*}\quad {\frac {\uparrow \downarrow }{1s}}\;{\frac {\uparrow \,}{sp^{3}}}\;{\frac {\uparrow \,}{sp^{3}}}{\frac {\uparrow \,}{sp^{3}}}{\frac {\uparrow \,}{sp^{3}}}}
Preciznije rečeno, sp3 hibridne orbitale se dobiju na osnovu rješenja Shrodingerove jednadžbe za konfiguraciju elektrona u pobuđenom stanju tj. nakon promocije, i predstavljaju linerarnu kombinaciju s i p orbitala.
Vezivanjem s četiri atoma vodika (preklapanjem sp3 hibridnih orbitala ugljika s 1s orbitalama vodika pri čemu se stvaraju četiri sigma veze) nastaje molekula metana koji ima tetraedarski oblik. sp3 hibridizacija je karakteristična za zasićene ugljikovodike.
Do sp3 hibridizacije dolazi i kod atoma kisika i dušika u molekuli vode i amonijaka. Pri tome u molekuli vode dvije sp3 hibridne orbitale preklopljene su s 1s orbitalama dva atoma vodika (tj. uspostavljena je kemijska veza) a dvije sp3 hibridne orbitale sadrže dva slobodna elektronska para. Kod molekula amonijaka, jedna sp3 hibridna orbitala sadrži slobodan elektronski par. Slobodni elektronski parovi se odbijaju, a djeluju i na elektrone u preostalim hibridnim orbitalama zbog čega dolazi do smanjivanja kuta između veza.

### sp2hibridizacija
Primjer sp2 hibridizacije je molekula etena, koji sadrži dvostruku vezu između dva atoma ugljika. U molekuli etena su sp2 hibridizirana oba atoma ugljika. Kod atoma ugljika dolazi do miješanja 2s orbitale s dvije 2p orbitale, pri čemu se dobiju tri sp2 hibridne orbitale koje se nalaze u istoj ravnini, a kut između njih iznosi 120°. Također je ostala i jedna 2p orbitala koja nije hibridizirana.
{\displaystyle C^{*}\quad {\frac {\uparrow \downarrow }{1s}}\;{\frac {\uparrow \,}{sp^{2}}}\;{\frac {\uparrow \,}{sp^{2}}}{\frac {\uparrow \,}{sp^{2}}}{\frac {\uparrow \,}{p}}}
U molekuli etena dva atoma ugljika se međusobno spajaju sigma kovalentnom vezom koja nastaje preklapanjem dvije sp2 orbitale i svaki atom ugljika stvara dvije sigma veze s po dva atoma vodika preklapanjem sp2 orbitale ugljika i 1s orbitale vodika. Također se između dva atoma ugljika formira π veza bočnim preklapanjem dvije 2p orbitale koje su uvijek prisutne u dvostrukoj vezi.

### sphibridizacija
Do sp hibridizacije dolazi kod alkina koji sadrže trostruku vezu između dva atoma ugljika. U ovom slučaju 2s orbitala se miješa samo s jednom 2p orbitalom pri čemu nastaju dvije sp orbitale između kojih je kut od 180°, pa ostaju dvije 2p orbitale koje su nepromijenjene.
{\displaystyle C^{*}\quad {\frac {\uparrow \downarrow }{1s}}\;{\frac {\uparrow \,}{sp}}\;{\frac {\uparrow \,}{sp}}{\frac {\uparrow \,}{p}}{\frac {\uparrow \,}{p}}}
U molekuli etina između dva atoma ugljika nastaje jedna sigma veza sp–sp preklapanjem i dvije dodatne π veze koje se dobiju bočnim preklapanjem p orbitala. Svaki atom ugljika stvara i jednu sigma vezu s atomom vodika s–sp preklapanjem.

## Hibridizacija i oblik molekula
Hibridizacija može objasniti oblike molekula:
- AX1 (npr. LiH): ne dolazi do hibridizacije; trivijalno linearan oblik
- AX2 (npr. BeCl2): sp hibridizacija; linearan ili dijagonalan oblik; kut između veza je 180° 
  - AX2E (npr. GeF2): savijen V oblik, kut < 120°
- AX3 (npr. BCl3): sp2 hibridizacija; trigonalni planarni oblik; kutovi između veza su 120°
- AX4 (npr. CCl4): sp3 hibridizacija; tetraedarski oblik; kutovi između veza su ≈ 109.5°
  - AX3E (npr. NH3): trigonalno piramidalni oblik; kut između veza je 107° (Slobodni elektronski par neznatno mijenja kut između veza zbog povećanog odbijanja)
- AX5 (npr. PCl5): sp3d hibridizacija; trigonalno bipiramidalni oblik
- AX6 (npr. SF6): sp3d2 hibridizacija; oktaedarni (ili kvadratno bipiramidalni oblik).

Ako na centralnom atomu ima slobodnih elektronskih parova, kutovi između veza postaju manji zbog povećanog odbijanja. Na primjer u molekuli vode H2O na atomu kisika postoje dvije veze s atomima vodika i dva slobodna elektronska para. Model molekule je onda AX2E2 i dolazi do sp3 hibridizacije, pa je raspored elektronskih parova u molekuli vode tetraedarski. Kut između veza je 104.5°.

## Vanjske poveznice
- Covalent Bonds and Molecular Structure  Arhivirana inačica izvorne stranice od 10. veljače 2009. (Wayback Machine) (engl.)
- Hybridisation flash movie (engl.)